# Антоніо Хесус Регаль Ангуло
Антоніо Хесус Регаль Ангуло (ісп. Antonio Jesús Regal Angulo, нар. 24 грудня 1987, Еррера) — іспанський футболіст, захисник грецького «Панатінаїкоса».

## Ігрова кар'єра
Народився 24 грудня 1987 року в місті Еррера. Вихованець футбольної школи клубу «Полідепортіво». У дорослому футболі дебютував 2006 року виступами за другу команду цього клубу, а з наступного року почав залучатися до складу його головної команди.
Згодом виступав за ще декілька команд третього іспанського дивізіону, а 2014 року перейшов до друголігового «Альбасете». За два роки приєднався до «Кордови», а ще за рік його новим клубом став «Реал Вальядолід». У складі останнього 2018 року здобув підвищення в класі і протягом наступних двох сезонів виступав у Ла-Лізі.
На рівні елітного іспанського дивізіону досвідчений захисник отримував небагато ігрового часу і восени 2020 року погодився на перехід до грецького «Панатінаїкоса», з яким уклав дворічний контракт.